# 河北日報
河北日报是中國共產黨河北省委員會的机关报，创办于1949年8月1日。報社位於河北省石家庄市，隸屬於河北日报报业集团，燕赵都市报和河北新聞網也是該集團旗下的報紙和網站。

## 争议

### 河北洪灾救灾微视频作假
2023年7月底，華北暴雨成災。8月3日上午，河北日報發布一部微視頻，畫面是一名年輕消防隊員疲累地癱坐在地上，背靠著一輛車的保險桿吃飯，吃到一半就打起瞌睡，視頻上寫著“致敬搶險一線最可愛的人”。
然而，該部視頻不久就被網友查出，其實是2020年7月17日江蘇省無錫市暴雨導致太湖水位上漲，一名年輕消防員邊吃飯邊打瞌睡被拍下的視頻，並發布在同年7月20日的《人民日報》微博帳號。
於是，《河北日報》頓時成為眾矢之的，被眾多網友嘲笑及責罵，不少人寫專文指責此舉明顯作假。《河北日報》道歉，聲稱“由於審核把關不嚴而錯誤發布了一條微視頻，造成不良影響，向廣大網友致以真誠歉意”。